# Неделя о слепом

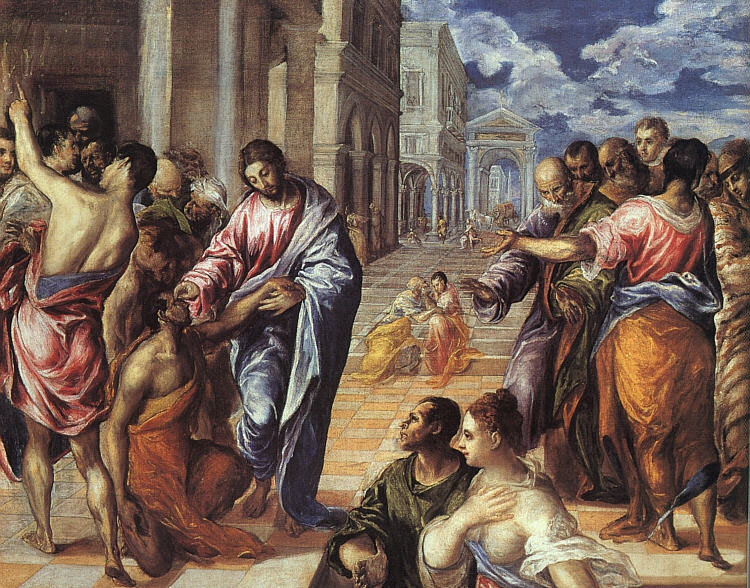
Эль Греко. «Христос, исцеляющий слепого» (1570 год)

Неде́ля о слепо́м (греч. Κυριακή τοῦ Τυφλού) — шестая Неделя (воскресенье) по Пасхе в Православной церкви. Название воскресенья происходит по причине того, что в этот день на литургии читается Евангелие от Иоанна, 34-е зачало, о чуде исцеления Иисусом Христом слепорожденного человека, глаза которого Спаситель помазал брением от Своего плюновения, а затем отправил умыться слепого в купели Силоама, после чего слепой от рождения к всеобщему удивлению стал зрячим:
1 И, проходя, увидел человека, слепого от рождения. 2 Ученики Его спросили у Него: Равви! кто согрешил, он или родители его, что родился слепым? 3 Иисус отвечал: не согрешил ни он, ни родители его, но [это для] [того], чтобы на нем явились дела Божии. 4 Мне должно делать дела Пославшего Меня, доколе есть день; приходит ночь, когда никто не может делать. 5 Доколе Я в мире, Я свет миру. 6 Сказав это, Он плюнул на землю, сделал брение из плюновения и помазал брением глаза слепому, 7 и сказал ему: пойди, умойся в купальне Силоам, что значит: посланный. Он пошел и умылся, и пришел зрячим. 8 Тут соседи и видевшие прежде, что он был слеп, говорили: не тот ли это, который сидел и просил милостыни? 9 Иные говорили: это он, а иные: похож на него. Он же говорил: это я. 10 Тогда спрашивали у него: как открылись у тебя глаза? 11 Он сказал в ответ: Человек, называемый Иисус, сделал брение, помазал глаза мои и сказал мне: пойди на купальню Силоам и умойся. Я пошел, умылся и прозрел. 12 Тогда сказали ему: где Он? Он отвечал: не знаю. 13 Повели сего бывшего слепца к фарисеям. 14 А была суббота, когда Иисус сделал брение и отверз ему очи. 15 Спросили его также и фарисеи, как он прозрел. Он сказал им: брение положил Он на мои глаза, и я умылся, и вижу. 16 Тогда некоторые из фарисеев говорили: не от Бога Этот Человек, потому что не хранит субботы. Другие говорили: как может человек грешный творить такие чудеса? И была между ними распря. 17 Опять говорят слепому: ты что скажешь о Нем, потому что Он отверз тебе очи? Он сказал: это пророк. 18 Тогда Иудеи не поверили, что он был слеп и прозрел, доколе не призвали родителей сего прозревшего 19 и спросили их: это ли сын ваш, о котором вы говорите, что родился слепым? как же он теперь видит? 20 Родители его сказали им в ответ: мы знаем, что это сын наш и что он родился слепым, 21 а как теперь видит, не знаем, или кто отверз ему очи, мы не знаем. Сам в совершенных летах; самого спросите; пусть сам о себе скажет. 22 Так отвечали родители его, потому что боялись Иудеев; ибо Иудеи сговорились уже, чтобы, кто признает Его за Христа, того отлучать от синагоги. 23 Посему-то родители его и сказали: он в совершенных летах; самого спросите. 24 Итак, вторично призвали человека, который был слеп, и сказали ему: воздай славу Богу; мы знаем, что Человек Тот грешник. 25 Он сказал им в ответ: грешник ли Он, не знаю; одно знаю, что я был слеп, а теперь вижу. 26 Снова спросили его: что сделал Он с тобою? как отверз твои очи? 27 Отвечал им: я уже сказал вам, и вы не слушали; что еще хотите слышать? или и вы хотите сделаться Его учениками? 28 Они же укорили его и сказали: ты ученик Его, а мы Моисеевы ученики. 29 Мы знаем, что с Моисеем говорил Бог; Сего же не знаем, откуда Он. 30 Человек [прозревший] сказал им в ответ: это и удивительно, что вы не знаете, откуда Он, а Он отверз мне очи. 31 Но мы знаем, что грешников Бог не слушает; но кто чтит Бога и творит волю Его, того слушает. 32 От века не слыхано, чтобы кто отверз очи слепорожденному. 33 Если бы Он не был от Бога, не мог бы творить ничего. 34 Сказали ему в ответ: во грехах ты весь родился, и ты ли нас учишь? И выгнали его вон. 35 Иисус, услышав, что выгнали его вон, и найдя его, сказал ему: ты веруешь ли в Сына Божия? 36 Он отвечал и сказал: а кто Он, Господи, чтобы мне веровать в Него? 37 Иисус сказал ему: и видел ты Его, и Он говорит с тобою. 38 Он же сказал: верую, Господи! И поклонился Ему(Ин. 9:1-38)
Богословский смысл чуда исцеления Иисусом Христом слепорожденного из Евангельского повествования раскрывается в богослужебных текстах (в стихирах, каноне, в Синаксаре), которые звучат в этот день в Православной церкви. Для этого в богослужебных текстах применяется приём противопоставления или антитезы. Слепой от рождения в результате чуда, совершенного Иисусом Христом, обрёл зрение не только телесное, но и духовное — он уверовал в то, что Христос это великий пророк и Сын Божий. А фарисеи, телесно зрячие от рождения, ослепли от своей злобы духовными очами. Они продолжали клеветать на Христа, называя Его грешным человеком, не веря в величайшее чудо: исцеления слепорожденного, и негодуя по поводу того, что Иисус сотворил чудо в субботу.
Кроме того, в богослужебных текстах всё время проповедуется следующая мысль: от грехов люди становятся духовно слепыми, и для того чтобы прозреть необходимо обращение в молитве к истинному врачу и истинному свету — Иисусу Христу.
Кондак, икос в Неделю о слепом
Кондак, икос в Неделю о слепом

Отправлено с работы и материалы для подготовки к экзамену

|        | На греческом | На церковнославянском(транслитерация) | На русском |
| ------ | --- | --- | --- |
| кондак | Ἦχος δ' Τῆς ψυχῆς τὰ ὄμματα πεπηρωμένος, σοὶ Χριστὲ προσέρχομαι, ὡς ὁ Τυφλὸς ἐκ γενετῆς, ἐν μετανοίᾳ κραυγάζων σοι· Σὺ τῶν ἐν σκότει, τὸ φῶς τὸ ὑπέρλαμπρον. | глас 4 Душе́вныма очи́ма ослепле́н, к Тебе́, Христе́, прихожду́, я́коже слепы́й о́т рожде́ния, покая́нием зову́ Ти́: Ты́ су́щих во́ тьме́ Све́т пресве́тлый. | глас 4 С поврежденными очами души я к Тебе, Христе, прихожу как слепой от рождения в покаянии взывая Тебе: «Ты — пребывающим во тьме свет пресветлый!» |
| икос   | Ῥεῖθρόν μοι δώρησαι Χριστέ, σοφίας τῆς ἀρρήτου, καὶ γνώσεως τῆς ἄνω, τὸ φῶς τῶν ἐν τῷ σκότει, καὶ πλανωμένων ὁδηγέ, ἵνα διηγήσωμαι, ἅπερ ἡ θεία βίβλος ἐδίδαξε τοῦ Εὐαγγελίου τῆς εἰρήνης, δηλονότι, τὴν τοῦ Τυφλοῦ θαυματοποιΐαν, ὅτι ἐκ γενετῆς τυφλὸς ὑπάρχων, ὀφθαλμοὺς τοὺς αἰσθητοὺς ἀπολαμβάνει, καὶ τοὺς τῆς ψυχῆς, ἐν πίστει ἀνακραυγάζων· Σὺ τῶν ἐν σκότει, τὸ φῶς τὸ ὑπέρλαμπρον. | Струю́ ми́ да́руй, Христе́, прему́дрости неизрече́нныя, и ра́зума го́рняго, све́те су́щих во́ тьме́, и прельща́емых наста́вниче, да возмогу́ чудеса́ Твоя́ пове́дати, окая́нный, я́же боже́ственная кни́га научи́ Ева́нгелиа ми́ра, си́ е́сть, слепа́го чудотворе́ние: я́ко о́т рожде́ния сле́п сы́й, о́чи чу́вственныя прие́млет и душе́вныя, ве́рою взыва́я: Ты́ су́щих во́ тьме́ све́т пресве́тлый. | Даруй мне поток премудрости неизреченной и вышнего познания, Христе, Свет пребывающим во тьме и заблуждающимся Наставник, чтобы я смог о том поведать, чему божественная книга Евангелия мира ясно научила, — о чудотворении со слепым: как бывший от рождения слепым, чувственные очи получает и душевные, с верою взывая: «Ты — пребывающим во тьме свет пресветлый!» |